# 67e Ōza (shogi) 2018-2019
«Édition précédente (66)
67e Ōza
Édition suivante (68)»
Le 67e Ōza (第67期王座戦 ()) est une compétition majeure du shogi professionnel japonais. Il a été organisé de 2018 à 2019 et compte pour la saison 2018-2019.

## Ōzasen Go-ban Shobu
Le championnat Ōza a opposé dans un match en cinq parties le tenant du titre Shintaro Saito au challenger Takuya Nagase.
Takuya Nagase s'impose par 3 victoires à 0 c'est son deuxième titre majeur. Il détient alors simultanément deux couronnes Ōza et Eio.
Quatre parties ont été jouées car la première s’était soldée par un sennichite, conformément aux règles elle a été rejouée le jour même avec trait inversé.
| Partie                                 | Date       | Sente                                   | Sente                                   | Né en                                   | Gote                                    | Gote                                    | Né en                                   | Saito                                   | Nagase                                  | Lieu                                    |
| -------------------------------------- | ---------- | --------------------------------------- | --------------------------------------- | --------------------------------------- | --------------------------------------- | --------------------------------------- | --------------------------------------- | --------------------------------------- | --------------------------------------- | --------------------------------------- |
| 1                                      | 02/09/2019 | Takuya Nagase                           | 永瀬 拓矢                               | 1993                                    | Shintaro Saito                          | 斎藤 慎太郎                             | 1993                                    | 千                                      | 千                                      | Hadano                                  |
| 1                                      | 02/09/2019 | Shintaro Saito                          | 斎藤 慎太郎                             | 1993                                    | Takuya Nagase                           | 永瀬 拓矢                               | 1992                                    | 0                                       | 1                                       | Hadano                                  |
| 2                                      | 18/09/2019 | Shintaro Saito                          | 斎藤 慎太郎                             | 1993                                    | Takuya Nagase                           | 永瀬 拓矢                               | 1992                                    | 0                                       | 2                                       | Osaka                                   |
| 3                                      | 01/10/2019 | Takuya Nagase                           | 永瀬 拓矢                               | 1992                                    | Shintaro Saito                          | 斎藤 慎太郎                             | 1993                                    | 0                                       | 3                                       | Kobe                                    |
| 4                                      | 08/10/2019 | Non disputé Takuya Nagase vainqueur 3-0 | Non disputé Takuya Nagase vainqueur 3-0 | Non disputé Takuya Nagase vainqueur 3-0 | Non disputé Takuya Nagase vainqueur 3-0 | Non disputé Takuya Nagase vainqueur 3-0 | Non disputé Takuya Nagase vainqueur 3-0 | Non disputé Takuya Nagase vainqueur 3-0 | Non disputé Takuya Nagase vainqueur 3-0 | Non disputé Takuya Nagase vainqueur 3-0 |
| 5                                      | 16/10/2019 | Non disputé Takuya Nagase vainqueur 3-0 | Non disputé Takuya Nagase vainqueur 3-0 | Non disputé Takuya Nagase vainqueur 3-0 | Non disputé Takuya Nagase vainqueur 3-0 | Non disputé Takuya Nagase vainqueur 3-0 | Non disputé Takuya Nagase vainqueur 3-0 | Non disputé Takuya Nagase vainqueur 3-0 | Non disputé Takuya Nagase vainqueur 3-0 | Non disputé Takuya Nagase vainqueur 3-0 |
| Takuya Nagase bat Shintaro Saito 3 - 0 |            |                                         |                                         |                                         |                                         |                                         |                                         |                                         |                                         |                                         |

### Liste des parties
1. ↑  (ja) « ▲Takuya Nagase – △Shintaro Saito 千-千 "Rikisen Ibi sha" 67°Oza, Goban shobu, partie 1千 », sur ロックショウギ,‎ 1er septembre 2019 (consulté le 21 octobre 2019)
2. ↑  (ja) « ▲Shintaro Saito – △Takuya Nagase 0-1 "Rikisen Ibisha" 67°Oza, Goban shobu, partie 1 », sur ロックショウギ,‎ 1er septembre 2019 (consulté le 21 octobre 2019)
3. ↑  (ja) « ▲Shintaro Saito – △Takuya Nagase 0-1 "Kakugawari  Aikokishage gin" 67°Oza, Goban shobu, partie 2 », sur ロックショウギ,‎ 17 septembre 2019 (consulté le 21 octobre 2019)
4. ↑  (ja) « ▲Takuya Nagase – △Shintaro Saito 1-0 "Rikisen Ibisha" 67°Oza, Goban shobu, 3°partie », sur ロックショウギ,‎ 30 septembre 2019 (consulté le 21 octobre 2019)

## Chōsen-sha kettei tōnamento
Le tournoi des candidats a vu s'affronter 16 joueurs par élimination directe.
| Nom                | Nom        | Né   | 1er tour           | Quart de finale    | Demi-finale        | Finale             | Vainqueur     |
| ------------------ | ---------- | ---- | ------------------ | ------------------ | ------------------ | ------------------ | ------------- |
| Taichi Nakamura    | 中村太地   | 1988 | Taichi Nakamura    | Tatsuya Sugai      | Amahiko Sato       | Takuya Nagase      | Takuya Nagase |
| Tatsuya Sugai      | 菅井 竜也  | 1992 | Tatsuya Sugai      | Tatsuya Sugai      | Amahiko Sato       | Takuya Nagase      | Takuya Nagase |
| Kochi Fukaura      | 深浦康市   | 1972 | Kochi Fukaura      | Amahiko Sato       | Amahiko Sato       | Takuya Nagase      | Takuya Nagase |
| Amahiko Sato       | 佐藤 天彦  | 1988 | Amahiko Sato       | Amahiko Sato       | Amahiko Sato       | Takuya Nagase      | Takuya Nagase |
| Taichi Takami      | 髙見泰地   | 1993 | Taichi Takami      | Taichi Takami      | Takuya Nagase      | Takuya Nagase      | Takuya Nagase |
| Tadahisa Maruyama  | 丸山忠久   | 1970 | Tadahisa Murayama  | Taichi Takami      | Takuya Nagase      | Takuya Nagase      | Takuya Nagase |
| Takayuki Yamazaki  | 山崎隆之   | 1981 | Takayuki Yamazaki  | Takuya Nagase      | Takuya Nagase      | Takuya Nagase      | Takuya Nagase |
| Takuya Nagase      | 永瀬 拓矢  | 1992 | Takuya Nagase      | Takuya Nagase      | Takuya Nagase      | Takuya Nagase      | Takuya Nagase |
| Sota Fujii         | 藤井聡太   | 2002 | Sota Fujii         | Daichi Sasaki      | Yoshiharu Habu     | Masayuki Toyoshima | Takuya Nagase |
| Daichi Sasaki      | 佐々木大地 | 1995 | Daichi Sasaki      | Daichi Sasaki      | Yoshiharu Habu     | Masayuki Toyoshima | Takuya Nagase |
| Seiya Kondō        | 近藤誠也   | 1996 | Seiya Kondo        | Yoshiharu Habu     | Yoshiharu Habu     | Masayuki Toyoshima | Takuya Nagase |
| Yoshiharu Habu     | 羽生 善治  | 1970 | Yoshiharu Habu     | Yoshiharu Habu     | Yoshiharu Habu     | Masayuki Toyoshima | Takuya Nagase |
| Masayuki Toyoshima | 豊島 将之  | 1990 | Masayuki Toyoshima | Masayuki Toyoshima | Masayuki Toyoshima | Masayuki Toyoshima | Takuya Nagase |
| Hiroaki Yokoyama   | 横山泰明   | 1996 | Hiroaki Yokoyama   | Masayuki Toyoshima | Masayuki Toyoshima | Masayuki Toyoshima | Takuya Nagase |
| Toshiaki Kubo      | 久保利明   | 1975 | Toshiaki Kubo      | Akira Watanabe     | Masayuki Toyoshima | Masayuki Toyoshima | Takuya Nagase |
| Akira Watanabe     | 渡辺明     | 1993 | Akira Watanabe     | Akira Watanabe     | Masayuki Toyoshima | Masayuki Toyoshima | Takuya Nagase |

### Liste des parties
finale
demi-finale
quart-de-finale

## Niji Yosen
Les Niji-Yosen (二次予選 ()) sont le second stade des qualifications.

### Niji-Yosen 1-kumi
| Nom | Nom | Né | 1er tour | Demi-finale | Finale | Qualifié |
| --- | --- | -- | -------- | ----------- | ------ | -------- |
|     |     |    |          |             |        |          |
|     |     |    |          |             |        |          |
|     |     |    |          |             |        |          |
|     |     |    |          |             |        |          |
|     |     |    |          |             |        |          |

### Niji-Yosen 2-kumi
| Nom | Nom | Né | 1er tour | Demi-finale | Finale | Qualifié |
| --- | --- | -- | -------- | ----------- | ------ | -------- |
|     |     |    |          |             |        |          |
|     |     |    |          |             |        |          |
|     |     |    |          |             |        |          |
|     |     |    |          |             |        |          |
|     |     |    |          |             |        |          |

### Niji-Yosen 3-kumi
| Nom | Nom | Né | 1er tour | Demi-finale | Finale | Qualifié |
| --- | --- | -- | -------- | ----------- | ------ | -------- |
|     |     |    |          |             |        |          |
|     |     |    |          |             |        |          |
|     |     |    |          |             |        |          |
|     |     |    |          |             |        |          |
|     |     |    |          |             |        |          |

### Niji-Yosen 4-kumi
| Nom | Nom | Né | 1er tour | Demi-finale | Finale | Qualifié |
| --- | --- | -- | -------- | ----------- | ------ | -------- |
|     |     |    |          |             |        |          |
|     |     |    |          |             |        |          |
|     |     |    |          |             |        |          |
|     |     |    |          |             |        |          |
|     |     |    |          |             |        |          |
|     |     |    |          |             |        |          |

### Niji-Yosen 5-kumi
| Nom | Nom | Né | 1er tour | Demi-finale | Finale | Qualifié |
| --- | --- | -- | -------- | ----------- | ------ | -------- |
|     |     |    |          |             |        |          |
|     |     |    |          |             |        |          |
|     |     |    |          |             |        |          |
|     |     |    |          |             |        |          |
|     |     |    |          |             |        |          |
|     |     |    |          |             |        |          |

### Niji-Yosen 6-kumi
| Nom | Nom | Né | 1er tour | Demi-finale | Finale | Qualifié |
| --- | --- | -- | -------- | ----------- | ------ | -------- |
|     |     |    |          |             |        |          |
|     |     |    |          |             |        |          |
|     |     |    |          |             |        |          |
|     |     |    |          |             |        |          |
|     |     |    |          |             |        |          |

### Niji-Yosen 7-kumi
| Nom | Nom | Né | 1er tour | Demi-finale | Finale | Qualifié |
| --- | --- | -- | -------- | ----------- | ------ | -------- |
|     |     |    |          |             |        |          |
|     |     |    |          |             |        |          |
|     |     |    |          |             |        |          |
|     |     |    |          |             |        |          |
|     |     |    |          |             |        |          |
|     |     |    |          |             |        |          |

### Niji-Yosen 8-kumi
| Nom | Nom | Né | 1er tour | Demi-finale | Finale | Qualifié |
| --- | --- | -- | -------- | ----------- | ------ | -------- |
|     |     |    |          |             |        |          |
|     |     |    |          |             |        |          |
|     |     |    |          |             |        |          |
|     |     |    |          |             |        |          |
|     |     |    |          |             |        |          |
|     |     |    |          |             |        |          |

### Niji-Yosen 9-kumi
| Nom | Nom | Né | 1er tour | Demi-finale | Finale | Qualifié |
| --- | --- | -- | -------- | ----------- | ------ | -------- |
|     |     |    |          |             |        |          |
|     |     |    |          |             |        |          |
|     |     |    |          |             |        |          |
|     |     |    |          |             |        |          |
|     |     |    |          |             |        |          |
|     |     |    |          |             |        |          |